# 中国驻非盟使团
中华人民共和国驻非盟使团（英語：Mission of the People's Republic of China to the African Union），也称中国驻非盟使团、驻非盟使团，2015年5月开馆，坐落于非盟总部所在地、埃塞俄比亚首都亚的斯亚贝巴。

## 历史
2005年3月，中国向非盟派遣兼驻代表，由时任驻埃塞俄比亚大使林琳兼任。2005年3月8日，林琳大使与其他19个国家和地区组织驻埃塞俄比亚的使节被非盟委员会主席阿尔法·奥马尔·科纳雷接受为向非盟派驻的兼任代表，中国成为首批向非盟派遣兼驻代表的域外国家。
2015年，中国在非盟总部所在地、埃塞俄比亚首都亚的斯亚贝巴成立驻非盟使团，不再由驻埃塞俄比亚大使兼任驻非盟代表一职。2015年3月3日，首任驻非盟使团团长旷伟霖大使向非盟委员会主席恩科萨扎娜·德拉米尼-祖马递交任命书。2015年5月，中国驻非盟使团开馆，中国外交部副部长张明与非盟委员会主席祖马共同出席使团开馆仪式。

## 外部鏈接
- 中华人民共和国驻非盟使团官方网站（简体中文）（英文）
- 中国驻非盟使团的Facebook專頁
- 中国驻非盟使团的X（前Twitter）